# Drapeau blanc (Johns)
Pour les articles homonymes, voir Drapeau blanc.
Drapeau blanc – en anglais White Flag – est un tableau réalisé par le peintre américain Jasper Johns en 1955. D'un format horizontal, ce monochrome est exécuté à l'encaustique, la peinture à l'huile et le fusain sur du papier journal fixé sur trois toiles associées en un plus grand rectangle. Elle représente le drapeau des États-Unis dans un blanc sale irrégulier, l'idée d'une telle composition étant selon lui venue à l'artiste pendant un rêve. Achetée en 1998, elle est conservée au Metropolitan Museum of Art, à New York.